# 456 (số)
456 (bốn trăm năm mươi sáu) là một số tự nhiên ngay sau 455 và ngay trước 457.